# Autopsy (film, 2000)
Pour les articles homonymes, voir Autopsy.
Pour plus de détails, voir Fiche technique et Distribution.
Autopsy est le premier film de court-métrage de Marilyn Manson sorti en 2000. Il est sous la forme d'un faux documentaire. Ce film constitue la troisième vidéo officielle du groupe.

## Synopsis
Le film montre l'autopsie de Mercure, personnage central de l'album Holy Wood (In the Shadow of the Valley of Death). Un médecin examine le contenu de sa boîte crânienne et en extrait un fœtus.

## Fiche technique
- Réalisation : Marilyn Manson
- Distribution : Universal
- Format : Noir et Blanc - 4:3
- Durée : 172 secondes (2 minutes et 52 secondes)
- Pays :  États-Unis
- Langue : anglais
- Date de sortie : 2000

## Distribution
Le film est paru pour la première fois en 2000 sous la forme d'une vidéo bonus disponible depuis l'album Holy Wood (In the Shadow of the Valley of Death). Pour accéder à la vidéo, il fallait lire le CD depuis un ordinateur. Un programme permettait d'accéder à la vidéo sur le site officiel du groupe. Lors du changement d'adresse du site, le lien a périmé et la vidéo est devenue indisponible.
Il faudra attendre 2004 pour que la vidéo soit rééditée en bonus caché sur le DVD Lest We Forget accompagnant la version collector du best-of éponyme.